# TAX1BP1
TAX1BP1（“Tax1结合蛋白1”）也称为CALCOCO3（Calcium-binding and coiled-coil domain-containing protein 3，“钙结合和卷曲螺旋区蛋白3”）是人类基因 TAX1BP1 编码的蛋白质，其名称来源于能和人類嗜T淋巴球病毒一型（HTLV-1）的蛋白Tax1结合。

## 蛋白质的相互作用
TAX1BP1蛋白与下列蛋白質进行互作：A20和TRAF6，在与A20或TRAF6结合后抑制NF-κB转录因子激活。